# Бојана Вунтуришевић
Бојана Вунтуришевић (Пожаревац, 6. март 1985) српска је певачица и текстописац. Јавности је постала позната као некадашњи главни вокал београдског поп састава „Сви на под”. Соло каријеру је покренула 2017. године објављивањем свог дебитантског албума Даљине.

## Биографија
Бојана Вунтуришевић је рођена 6. марта 1985. године у Пожаревцу, СФРЈ. Између 2007. и 2015. године била је главни вокал београдског поп бенда „Сви на под”. Са Бојаном, бенд је издао два студијска албума: Први!, 2011, и Младост, 2014. године. Бенд је напустила 2015. године због, како је нагласила, „судара вајбова”, а на њено место је дошла певачица Невена Ивановић.
Иако је планирала да своје прво самостално дискографско издање објави 2015. године, приватне обавезе су је у томе спречиле. Године 2016. је добила сина Душана у вези са редитељем Иваном Стојиљковићем. Марта 2017. године објавила је дугоочекивани соло сингл Кесе етикете којим је најавила објављивање свог албум Даљине у издању Маском рекордса. Публика је 29. априла у Битеф театру имала прилику да чује све песме са њеног новог албума уживо. Свој албум првенац је сврстала у електро-поп жанр. Јуна 2017. године објавила је спот за сингл Даљине са истоименог албума.
Током 2019. године, Бојана је започела сарадњу са продукцијском кућом Басивити, са којом је јуна исте године објавила два сингла — Промашај и Full control.
Дипломирала је на Факултету музичке уметности Универзитета уметности у Београду, Одсек за општу музичку педагогију.
Бојана је сарађивала са многим музичарима балканске јавне сцене. Неке од познатијих сарадњи су Сенидине песме Риплеј и Бехуте, које су оствариле одличан успех.

## Дискографија

### Албуми
- Даљине, 2017, Маском рекордс
- Љубав, 2023, Басивити

### Синглови
- Не знам (2014, са Андријаном Беловић)
- Промашај (2019)
- Full control (2019)
- Магија (2020, са Анђелом Орељ)
- Money (2021)